# 김태현 (2000년)
김태현(金太炫, 2000년 9월 17일 ~ )은 대한민국의 축구 선수로 포지션은 센터백, 왼쪽 풀백이며 현재 J1리그 가시마 앤틀러스 소속이다.

## 수상

### 팀
- AFC U-23 챔피언십 우승: 2020